# ダーン・ロッツ
ダーン・ロッツ（Dann Rots、2001年7月25日）は、オランダ・フルンロー出身のサッカー選手。FCトゥウェンテ所属。ポジションはフォワード。

## クラブ経歴
2012年、アマチュアクラブであるSVグロルからFCトゥウェンテの下部組織に入団し、2020年4月にクラブと練習生契約を結んだ。2020-21シーズンからトップチームのトレーニングに参加し始め、同シーズン中の1月9日、エールディヴィジのFCエメン戦でルカ・イリッチとの途中交代でトップチームデビューを飾った。その試合から約1ヶ月後の2021年2月にクラブと2023年までのプロ契約を交わした。